# Samili járás
A Samili járás (oroszul: Шамильский район) Oroszország egyik járása Dagesztánban. Székhelye Hebda.

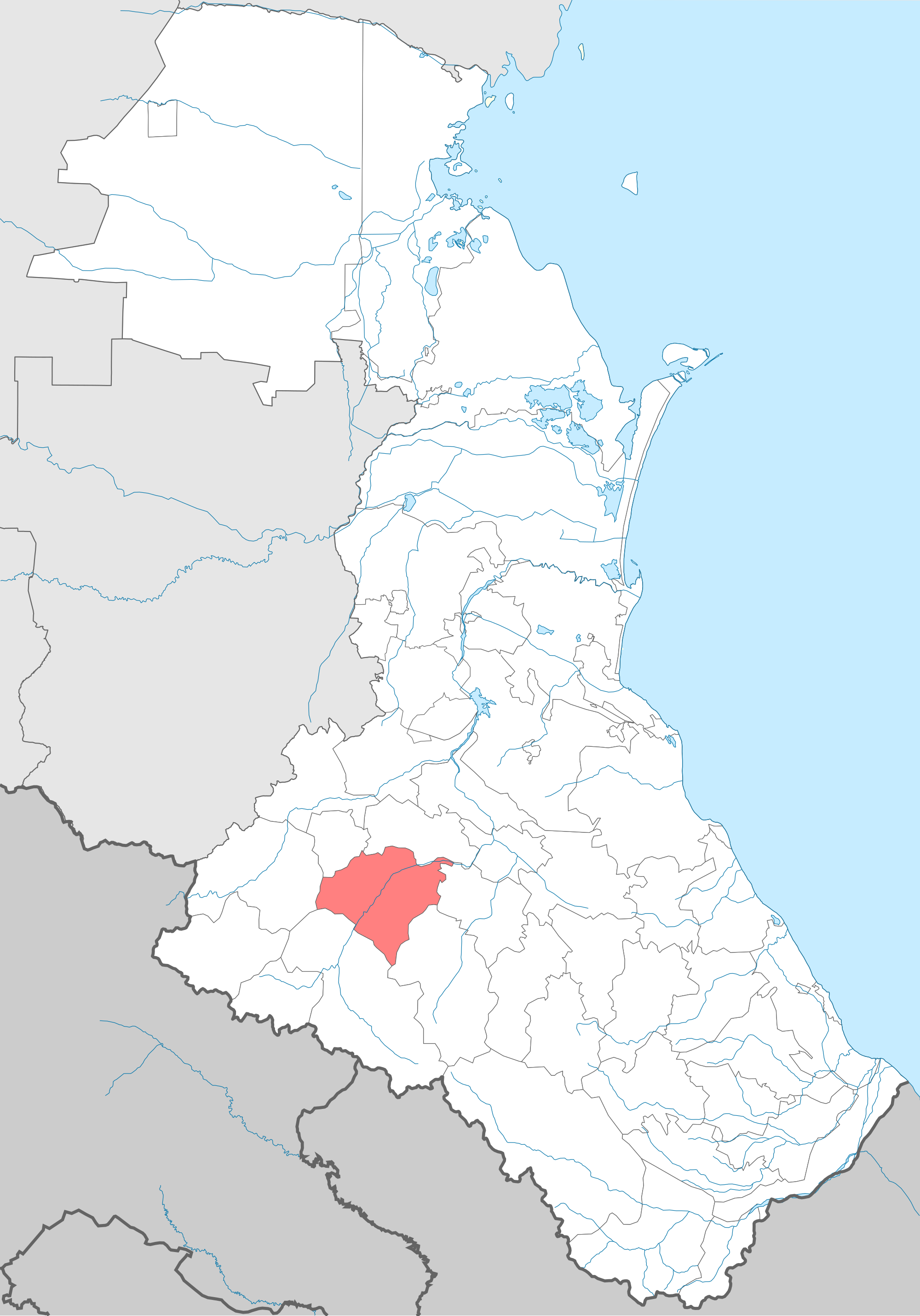
A Samili járás Dagesztánban

## Népesség
- 1989-ben 20 469 lakosa volt, melyből 20 442 avar (99,9%), 8 lezg, 4 kumik, 3 dargin, 3 orosz, 3 tabaszaran, 2 nogaj, 1 agul.
- 2002-ben 26 053 lakosa volt, melyből 26 008 avar (99,8%), 16 orosz, 13 kumik, 5 dargin, 2 lezg, 2 nogaj, 1 azeri, 1 lak.
- 2010-ben 28 122 lakosa volt, melyből 27 744 avar (98,7%), 10 orosz, 4 dargin, 2 lak, 2 tabaszaran, 1 azeri, 1 lezg.